# Ryszard Zub
Ryszard Zub, född 24 mars 1934 i Holohory, död 11 januari 2015 i Padua, var en polsk fäktare.
Zub blev olympisk silvermedaljör i sabel vid sommarspelen 1956 i Melbourne och vid sommarspelen 1960 i Rom.